# La Ségalassière
 La Ségalassière  es una población y comuna francesa, en la región de Auvernia, departamento de Cantal, en el distrito de Aurillac y cantón de Salers.

## Demografía
| 142 | 144 | 122 | 105 | 78 | 98 |
| Para los censos de 1962 a 1999 la población legal corresponde a la población sin duplicidades (Fuente: INSEE [Consultar]) |     |     |     |    |    |